# Adidas International 1998
Das adidas International 1998 waren ein Tennisturnier der WTA Tour 1998 für Damen sowie ein Tennisturnier der ATP Tour 1998 für Herren, welche zeitgleich vom 9. bis zum 17. Januar 1998 in Sydney stattfanden.